# ゴジラ 怪獣大決戦
『ゴジラ 怪獣大決戦』（ゴジラ かいじゅうだいけっせん）は、1994年12月9日に日本の東宝から発売されたスーパーファミコン用2D対戦型格闘ゲーム。
特撮映画『ゴジラシリーズ』を題材とした作品。同シリーズの怪獣が10体登場し、怪獣の声は映画と同様のものとなっている。同社のPCエンジンSUPER CD-ROM²用ソフト『ゴジラ 爆闘烈伝』（1994年）の移植版であり、基本的なゲームシステムを踏襲しているほかBGMも流用している。
開発はアルファシステムが担当し、プロデューサーは『超ゴジラ』（1993年）を手掛けた角田純一および竹野雅人、ディレクターは『ゴジラ 爆闘烈伝』を手掛けた森永由美子、企画はPCエンジンSUPER CD-ROM²用ソフト『キアイダン00』（1992年）を手掛けたひげぴん、音楽は『ゴジラ 爆闘烈伝』を手掛けた森永および安田拓也、吉川雄二が担当している。

## 概要
ゴジラシリーズに登場する怪獣が登場する対戦型格闘ゲーム。1人で遊ぶ場合はNORMAL GAMEとなり、選んだ怪獣以外の7体を倒した後、難易度がイージーの場合はメカゴジラ（平成版）、ノーマルで一定条件を達成した場合はスーパーメカゴジラ、エキスパートで一定条件を達成した場合はスーパーメカゴジラ、轟天号と対峙する。2人ではVS GAME（1対1の対戦）となる（セレクト+Aボタンを押しながら決定すると、CPUが操作する）。対戦前には、自キャラ名と対戦キャラ名が黒バックに大きく赤文字で『○○VS.○○』と映画のタイトルコールのように映し出されるという演出が入る。
キャラクター選択画面では、キャラクターがスクリーンに登場した順に左から並んでいる。モスラステージで残り時間30秒で勝利すると、サンリオピューロランドのアトラクション『怪獣プラネットゴジラ』に登場するオリジナルメカ「アース号」が背景に出現するほか、スーパーメカゴジラで2本先取すると勝利ポーズに『ゴジラvsメカゴジラ』（1993年）に登場したプテラノドン型ロボットまで登場するなど、マニアックな演出が多い。

## ゲーム内容
通常の弱・強攻撃（パンチや尻尾攻撃）、組み技（投げ技）、固有の必殺技・超必殺技と、咆哮攻撃がある。組み技は相手を掴まえた後、追加入力で技を出す。組んでいる間に投げ抜けされたり、追加入力できないでいたりすると、大きな隙が生まれる。
パラメータは一般的な体力ゲージのほか、体力ゲージの下に表示されるショックゲージと、画面下隅にキャラのアイコンで示される怒号ゲージが表示される。
ショックゲージは攻撃を受けたり、相手の咆哮攻撃を受けたりすると徐々に増え、時間経過にしたがって下がる（咆哮攻撃では体力へのダメージはない）。一杯になると一時的に気絶状態となり、ガード不可となる。気絶状態はボタン連打により、早く復帰できる。
怒号ゲージは攻撃を受けることによって少しずつ溜まり、一杯になった時に怒号モードとなる。怒号モード中は体が赤く明滅し、攻撃力がアップするほか、超必殺技が使える一方で気絶しやすくなる。気絶したり超必殺技を使ったりすると、怒号ゲージは0になる。
勝利した時の残り体力の割合と残り時間によるものと、ステージごとに決まった点数が加算される。

## ステージ構成
（）は登場作品 - 本作のNORMAL MODEで対戦する怪獣の順。なお、ゴジラには特定のステージは用意されておらず、同キャラ対決の場合はランダム、CPUのゴジラ戦の際はプレイヤーキャラクターの対戦ステージに専用BGMと共に登場。
- 大阪城周辺（『ゴジラの逆襲』 - アンギラス）
- 富士山麓（『怪獣総進撃』 - キングギドラ）
- 世界子供ランド（『地球攻撃命令 ゴジラ対ガイガン』 - ガイガン）
- 東京近郊（『ゴジラ対メガロ』 - メガロ）
- 横須賀（『メカゴジラの逆襲』 - メカゴジラ）
- 若狭湾（『ゴジラvsビオランテ』 - ビオランテ）
- みなとみらい21（『ゴジラvsモスラ』 - モスラ）
- 幕張ベイエリア（『ゴジラvsメカゴジラ』 - メカゴジラ（平成）、スーパーメカゴジラ）
- 東京湾（『海底軍艦』 - 轟天号）

## 登場キャラクター
怪獣王 ゴジラ
『ゴジラvsメカゴジラ』のゴジラ、通称ラドゴジをメインに平成ゴジラのデザインで登場している。多段ヒットする飛び道具扱いのハイパー放射熱線をメインにした、中間距離での戦いが基本となる。移動速度が遅く近距離では隙の多い技が多いため、攻め込まれると厳しい。
超必殺技は『ゴジラvsビオランテ』で初披露した全身発光・体内放射（ダメージ判定あり）の後、オレンジ色の強力な熱線を放射するウラニウム放射熱線。映画『ゴジラvsメカゴジラ』でファイヤーラドンによって蘇生した際、身につけ、初披露した。なお、熱線はメカゴジラ（平成版）の反射技・プラズマグレネイドの対象となってしまう。
暴竜 アンギラス
低い姿勢のため攻撃を避けやすい。移動速度が速く、通常技の隙も小さい。反面飛び道具を持たないため、手数の勝負が求められる。
超必殺技は、体を丸めて突撃した後、尻尾で追撃する急降下体当たり。隠し超必殺技として、空中で出す空中急降下体当たりがある。
宇宙超怪獣 キングギドラ
昭和版のギドラ。飛び道具の引力光線と使いやすい通常技を持つ。空は飛べない。当たり判定が大きく、あまり機敏ではないので中間距離での戦いが有効。
超必殺技は、空中に飛び上がり、前方の広い範囲に引力光線を吐く拡散引力光線。発動までやや隙があるが、削りダメージが大きいので使いやすい。
サイボーグ怪獣 ガイガン
飛び道具や一通りの技を持ち、癖が無く使いやすいオーソドックスなキャラ。
隠し技は、『流星人間ゾーン』の中で披露したガイガン忍法生き返りの術。死んだ振りの後、一定時間無敵になるという独特の技。
超必殺技は、突進して相手をロックする乱舞技・ハイパージェノサイド。突進中は無敵判定となっている。
昆虫怪獣 メガロ
多段ヒットする設置型飛び道具の地熱ナパームと、ドリルでの突進が特徴的で、やや癖がある。
隠し技として強力な組み技のスーパードロップキックがある。
超必殺技は地熱ナパームの強化版・高熱地熱ナパーム。
バイオ怪獣 ビオランテ（植獣形態）
当たり判定が大きく、動きが遅い上にジャンプできないなど不利な点が目立つ。触手を盾にして使ったり、地下から奇襲したりと癖のある技が多いので、攻防の駆け引きがより重要になる。
超必殺技は触手と本体から樹液を浴びせるハイパー放射樹液。
ロボット怪獣 メカゴジラ（昭和シリーズ）
動作はやや遅い。敵の飛び道具を無効化するバリヤーが使える。ボタン入力で飛行形態へ移行可能。
超必殺技は、全身の火器を一斉に発射する全兵装攻撃。技の発動後、角度を調整できる。発射後に拡散するため、相手が遠くにいるとあまりダメージを与えられない。
巨大蛾怪獣 モスラ（成虫）
ガードが出来ないが、常時飛行しており攻撃をかわしやすい。技の多くは『ゴジラvsモスラ』で見せたもので、触覚から出すビーム攻撃と、鱗粉を飛ばして飛び道具を反射させる技で牽制しつつ、飛び込んできたら羽で撃ち落す戦法が強力。
超必殺技は上空から敵を封じ込める封印エネルギー。コマンドはボタンを溜めて放すだけと簡単なうえ、敵はガード不能。だが、技の性質上自分の下に相手がいないと効果が無い上、威力も低い。
しかし、隠し超必殺技として相手をロックした後にバトラを召喚し、二匹で強力な攻撃を浴びせるモスラ&バトラ攻撃があり、こちらは全ての技の中で最強の威力を持つ。
Gフォース対ゴジラ兵器 メカゴジラ（平成版）
NORMAL GAMEをイージーでプレイした際のボス。対戦モードでのみ使用可能。特徴的な装備として、相手のビームや熱線を吸収し、跳ね返すプラズマグレネイドを持つ。
超必殺技はホバーアタック。相手に向かって突進し、ヒットした場合ロックして乱舞技を見舞う。
以下は隠しコマンドを入力して使用可能となる隠しキャラで、対戦時のみ使用可能。
Gフォース対ゴジラ兵器 スーパーメカゴジラ
平成版メカゴジラがサポートメカ「ガルーダ」を追加装備した姿。基本的な技は平成版メカゴジラに順ずる。
ガルーダは着脱可能で、装着した場合は斜め上への対空メーサービーム攻撃、外した場合は真横方向へのメーサービーム攻撃と、上空から斜め下方へガルーダを急襲させてのプラズマニードル攻撃が使える。また、二段ジャンプもできるようになった。
ガルーダ装着時の超必殺技は全兵装攻撃。旧メカゴジラと違い、技発動後、相手に向かって突進。ショックアンカーで相手をロックした後、斜め上から全搭載兵器による集中砲火を浴びせる。突進中にビームや熱線を受けた場合、プラズマグレネイドの効果で威力が強化される。
ガルーダを外した場合はホバーアタック。
海底軍艦 轟天号
オープニングタイトルでは「海底軍艦」と表記される。モスラと同じく常時浮遊し、ガードが出来ないが、モスラと違い移動速度は速い。基本技はミサイルやレーザーなどの飛び道具。
組み技が無い代わりに、ボタン操作で機体を画面に対し平行の通常形態、直角の戦闘形態へと変えられる。通常形態は艦首のドリルを使った格闘戦向き、戦闘形態は射撃戦向き。特に後者は当たり判定が他のキャラと比べて著しく小さく、同キャラ以外なら遠距離で攻撃しているだけで相手を押さえ込めるほどの圧倒的な性能である。
ゲーム発売当時、登場キャラクターの中では唯一ゴジラシリーズに登場していなかった。
超必殺技はドリルで突撃する岩砕戦車（通常形態）と、機体から電気を放出する必殺技の高圧電流の強化版である高圧大電流（戦闘形態）。

## 評価
ゲーム誌『ファミコン通信』の「クロスレビュー」では、7・4・5・5の合計21点（満40点）、『ファミリーコンピュータMagazine』の読者投票による「ゲーム通信簿」での評価は以下の通り、20.1点（満30点）となっている。
| 項目 | キャラクタ | 音楽 | お買得度 | 操作性 | 熱中度 | オリジナリティ | 総合 |
| 得点 | 3.7        | 3.3  | 3.0      | 3.4    | 3.3    | 3.4            | 20.1 |